# الوتدة (خولان)

تعديل مصدري - تعديل

الوتدة هي إحدى قرى عزلة حباب آل حنتش بمديرية خولان التابعة لمحافظة صنعاء، بلغ تعداد سكانها 97 نسمة حسب تعداد اليمن لعام 2004.